# Balonet

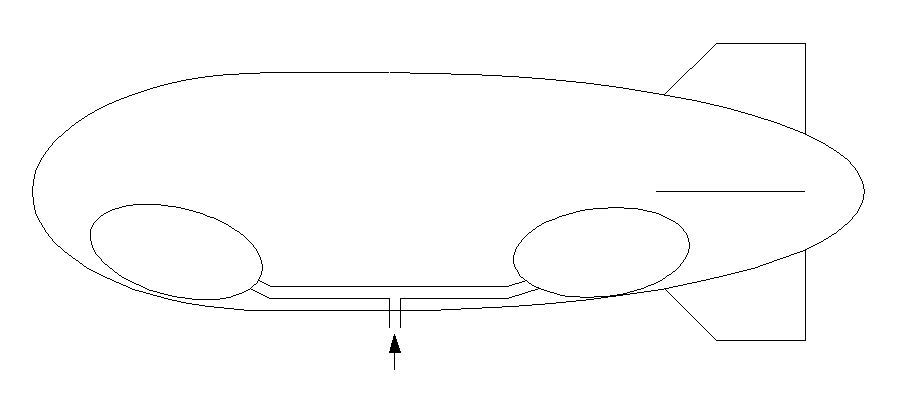
Náčrt umístění balonetů v tělese vzducholodi

Balonet je vzduchem plněné těleso umisťované uvnitř vzducholodí a balónů. Má za úkol změnami svého objemu kompenzovat roztažnost nosného plynu vlivem výšky a teploty a stále tak zachovávat nepatrný přetlak nosného plynu vůči okolní atmosféře. To je důležité zvláště u těles s aerodynamickým tvarem, který je zajištěn pouze napnutým obalem. Takto jsou konstruovány pozorovací balóny, poloztužené a neztužené vzducholodě.
Balonet vynalezl v roce 1785 francouzský vzduchoplavec Jean Meusnier. Slovo ballonnet znamená francouzsky balónek.
U vzducholodí mohou balonety sloužit i k vyvažování tělesa, protože vzduch v balonetu se chová jako zátěž (je mnohonásobně těžší než nosný plyn) a jeho přečerpáváním mezi jednotlivými balonety lze měnit těžiště. Anebo jen vzducholoď zatížit a vyvolat tak klesání bez toho, že by se upouštěl nosný plyn.
Vzducholoď Graf Zeppelin využívala speciální balonet také k uchování paliva, kterým byl Blauův plyn o hustotě stejné jako vzduch. Za letu proto neměnila svůj vztlak.